# SMS Moltke (1910)
SMS Moltke byl německý bitevní křižník, první loď třídy Moltke. Po položení kýlu v roce 1909 byl dokončen v roce 1911 a stejně jako sesterská loď SMS Goeben navazoval na bitevní křižník SMS Von der Tann, se dvěma 280mm děly navíc ve druhé zadní věži.
Moltke byl za první světové války zařazen v eskadře admirála Hippera a vedl si výtečně, když přežil dva torpédové útoky britských ponorek i zásahy 305mm granátů v bitvě u Jutska. Bojoval u Dogger Banku i v druhé bitvě v Helgolandské zátoce. Také se podílel na ostřelování měst na východním pobřeží Anglie. Moltke byl po válce internován ve Scapa Flow a v roce 1919 spolu se zbytkem německého loďstva potopen vlastní posádkou. V roce 1927 byl vyzvednut a sešrotován.